# Coelioxys lata
Coelioxys lata är en biart som beskrevs av Cameron 1908. Coelioxys lata ingår i släktet kägelbin, och familjen buksamlarbin. Inga underarter finns listade i Catalogue of Life.